# Lanio leucothorax
La tangara gorjiblanca  (Lanio leucothorax), también denominada frutero de garganta blanca, tangara gorguiblanca (en Panamá) o tangara piquiganchuda (en Costa Rica y Nicaragua), es una especie de ave paseriforme de la familia Thraupidae perteneciente al género Lanio. Es nativa de América Central.

## Distribución y hábitat
Se distribuye desde el este de Honduras, en la pendiente caribeña, por Nicaragua, Costa Rica, hasta Panamá, y por la pendiente del Pacífico, desde el centro oeste de Costa Rica hasta el extremo suroeste de Panamá.
Esta especie habita en bosques tropicales húmedos de tierras bajas donde prefiere los estratos medio y bajo del bosque, hasta los 750 m de altitud.

## Sistemática

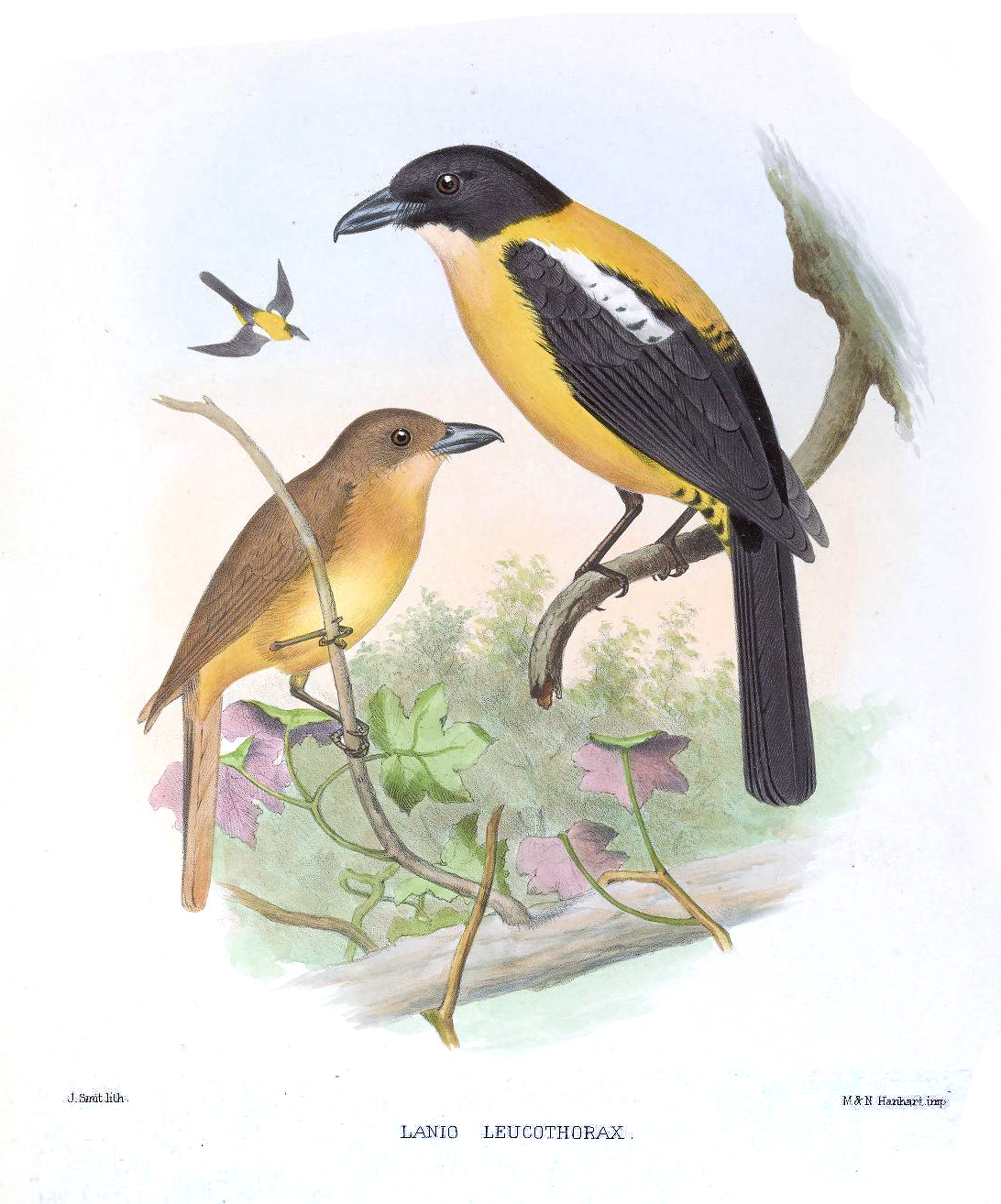
Lanio leucothorax (izq.: hembra, der.: macho), ilustración de Joseph Smit en Exotic ornithology: containing figures and descriptions of new or rare species of American birds, 1869.

### Descripción original
La especie L. leucothorax fue descrita por primera vez por el zoólogo británico Osbert Salvin en 1865 bajo el mismo nombre científico; su localidad tipo es: «Tucurrique, Costa Rica».

### Etimología
El nombre genérico masculino «Lanio» deriva del género Lanius Linnaeus, 1758, nombre para designar aves comúnmente llamadas de alcaudones; y el nombre de la especie «leucothorax», se compone de las palabras griegas «leukos»: blanco, y «thōrax»: pecho.

### Taxonomía
Los amplios estudios filogenéticos recientes de Burns et al. (2014) demuestran que esta especie es hermana de Lanio aurantius y el par formado por ambas es hermano de Lanio fulvus.

### Subespecies
Según las clasificaciones del Congreso Ornitológico Internacional (IOC) y Clements Checklist/eBird v.2019 se reconocen cuatro subespecies, con su correspondiente distribución geográfica:
- Lanio leucothorax leucothorax Salvin, 1865 – este de Honduras hasta el este de Nicaragua y este de Costa Rica.
- Lanio leucothorax reversus Bangs & Griscom, 1932 – noroeste de Costa Rica (península de Nicoya, Puntarenas y Las Agujas).
- Lanio leucothorax melanopygius Salvin & Godman, 1883 – suroeste de Costa Rica y pendiente del Pacífico del oeste de Panamá.
- Lanio leucothorax ictus Kennard & J.L. Peters, 1927 – extremo noroeste de Panamá (alrededores de Almirante Bay).